# 藍閃石
藍閃石（らんせんせき、glaucophane、グロコフェン）は鉱物（ケイ酸塩鉱物）の一種。角閃石のなかまで、化学組成は Na2(Mg3Al2)Si8O22(OH)2、単斜晶系。
藍閃石片岩（青色片岩）に含まれる。

## 近縁の角閃石
Mg が Fe2+ に置き換わると鉄藍閃石、Al が Fe3+ に置き換わると苦土リーベック閃石になる。Mg と Al が共に置き換わるとリーベック閃石になる。
- 藍閃石 - Na2(Mg3Al2)Si8O22(OH)2
- 鉄藍閃石 - Na2(Fe2+3Al2)Si8O22(OH)2
- 苦土リーベック閃石 - Na2(Mg3Fe3+2)Si8O22(OH)2
- リーベック閃石 - Na2(Fe2+3Fe3+2)Si8O22(OH)2